# Wendy Curry
 (mai 2022).
La mise en forme du texte ne suit pas les recommandations de Wikipédia : il faut le « wikifier ».
Les points d'amélioration suivants sont les cas les plus fréquents. Le détail des points à revoir est peut-être précisé sur la page de discussion.
- Les titres sont pré-formatés par le logiciel. Ils ne sont ni en capitales, ni en gras.
- Le texte ne doit pas être écrit en capitales (les noms de famille non plus), ni en gras, ni en italique, ni en « petit »…
- Le gras n'est utilisé que pour surligner le titre de l'article dans l'introduction, une seule fois.
- L'italique est rarement utilisé : mots en langue étrangère, titres d'œuvres, noms de bateaux, etc.
- Les citations ne sont pas en italique mais en corps de texte normal. Elles sont entourées par des guillemets français : « et ».
- Les listes à puces sont à éviter, des paragraphes rédigés étant largement préférés. Les tableaux sont à réserver à la présentation de données structurées (résultats, etc.).
- Les appels de note de bas de page (petits chiffres en exposant, introduits par l'outil «  Source ») sont à placer entre la fin de phrase et le point final[comme ça].
- Les liens internes (vers d'autres articles de Wikipédia) sont à choisir avec parcimonie. Créez des liens vers des articles approfondissant le sujet. Les termes génériques sans rapport avec le sujet sont à éviter, ainsi que les répétitions de liens vers un même terme.
- Les liens externes sont à placer uniquement dans une section « Liens externes », à la fin de l'article. Ces liens sont à choisir avec parcimonie suivant les règles définies. Si un lien sert de source à l'article, son insertion dans le texte est à faire par les notes de bas de page.
- La présentation des références doit suivre les conventions bibliographiques. Il est recommandé d'utiliser les modèles {{Ouvrage}}, {{Chapitre}}, {{Article}}, {{Lien web}} et/ou {{Bibliographie}}. Le mode d'édition visuel peut mettre en forme automatiquement les références.
- Insérer une infobox (cadre d'informations à droite) n'est pas obligatoire pour parachever la mise en page.

Pour une aide détaillée, merci de consulter Aide:Wikification.
Si vous pensez que ces points ont été résolus, vous pouvez retirer ce bandeau et améliorer la mise en forme d'un autre article.
Wendy Curry est une militante américaine des droits des bisexuels et défenseuse du sauvetage des animaux.

## Carrière et défense des droits civiques
Wendy Curry a été présidente de BiNet USA, une organisation nationale américaine de défense des droits civiques des personnes bisexuelles, poste qu'elle a occupé à partir de 2006. Auparavant, elle avait été secrétaire et vice-présidente de l'organisation. En 2009, elle a reçu le Brenda Howard Memorial Award décerné par le Queens Chapter de PFLAG.
Elle fait également partie des comités de planification de la conférence Transcending Boundaries.[réf. nécessaire]
En 1999, Curry et d'autres militants américains pour les droits des bisexuels, Michael Page et Gigi Raven Wilbur, ont lancé l'observation de la Journée de célébration de la bisexualité. La date du 23 septembre a été choisie en hommage à Freddie Mercury. Cet événement a gagné en popularité et, maintenant, une grande variété de célébrations annuelles ont lieu le 23 septembre partout au Canada, aux États-Unis, en Europe et en Australie.
Elle travaille comme ingénieure logiciel.

## Vie privée
Résidant auparavant dans le Maine, elle réside maintenant dans le New Hampshire avec son mari Brian et leur fille.